# Патријарх јерусалимски Теофил III
Патријарх јерусалимски Теофил III (Месинија, Грчка, 4. април 1952) је поглавар Јерусалимске православне цркве.

## Биографија
Патријарх Теофил је рођен у Месинији, на Пелопонезу, Грчка. У Јерусалиму живи од 1964. године. Служио је више од десет година у чину архиђакона. Од 1991. до 1996. године служи као јеромонах у Кани Галилејској. Студирао је теологију на Атинском универзитету, а магистрирао је у Дараму. Студирао је и на Јеврејском универзитету у Јерусалиму. Поред грчког, говори енглески, арапски и јеврејски језик.

## Патријарх
Године 2005, од стране јерусалимског Светог синода изабран је за 141. патријарха Светог града Јерусалима и целе Палестине, Сирије, обале Јордана, Кане, Галилеје и Светог Сиона. На трону Јерусалимске патријаршије наследио је патријарха Иринеја I. Претходно је био архиепископ таворски.
Са председником Републике Српске Милорадом Додиком се сусрео 17. јануара 2012, и том приликом је благословио Републику Српску и њене грађане.
Добитник је Ордена Светог Јована Владимира 2016. године.